# Ulesta pieli
Ulesta pieli är en stekelart som beskrevs av Tohru Uchida 1956. Ulesta pieli ingår i släktet Ulesta och familjen brokparasitsteklar. Inga underarter finns listade i Catalogue of Life.